# Шекспіріана
«Шекспіріана» — радянський телевізійний фільм-балет, поставлений у 1988 році на студії «Лентелефільм» кінорежисером Феліксом Слідовкером і балетмейстерами-постановниками Наталею Риженко і Віктором Смирновим-Головановим. Складається з трьох одноактних міні-балетів за мотивами трагедій Вільяма Шекспіра «Отелло», «Гамлет» і «Ромео і Джульєтта».

## Сюжет
Композиція фільму-балету побудована таким чином, що трупа бродячих артистів показує три трагедії Шекспіра мовою хореографії.

### «Павана мавра»
Хореографічна мініатюра на тему трагедії Вільяма Шекспіра «Отелло». Музика Генрі Перселла, хореографія Хосе Лімона (1949 року, використовувалася в СРСР з порушенням авторських прав американського хореографа). Микита Долгушин, який був першим радянським постановником цього балету а також першим виконавцем партії Отелло, тут виконав роль Яго.
Виконавці
- Андрес Вільямс —  Мавр
- Світлана Смирнова —  Дружина Мавра
- Микита Долгушин —  Друг Мавра
- Габріела Комлєва —  Дружина Друга
- Симфонічний оркестр Ленінградської державної консерваторії ім. М. А. Римського-Корсакова, диригент Владислав Чернушенко.

### «Гамлет»
Хореографічна фантазія на теми однойменної трагедії Вільяма Шекспіра. Хореографія Наталії Риженко, музика П. І. Чайковського.
Виконавці
- Властиміл Гарапес —  Гамлет
- Світлана Смирнова —  Офелія
- Микита Долгушин —  Клавдій
- Габріела Комлєва —  Гертруда
- Державний академічний симфонічний оркестр СРСР, диригент Євген Свєтланов.

### «Ромео і Джульєтта»
Хореографічна фантазія на теми однойменної трагедії Вільяма Шекспіра. Хореографія: Наталії Риженко і Віктора Смирнова-Голованова на музику однойменної увертюри-фантазії П. І. Чайковського.
Виконавці
- Світлана Смирнова —  Джульєтта
- Олександр Семенчук —  Ромео
- Микита Долгушин —  патер Лоренцо
- Державний академічний симфонічний оркестр СРСР, диригент Євген Свєтланов.

## Знімальна група
- Знято на телевізійній студії «Лентелефільм»
- Режисер: Фелікс Слідовкер
- Оператор: Олександр Тафель

## Технічні дані
- Звичайний формат
- Кольорове зображення
- Загальна тривалість: 70 хв.
- Рік виходу: 1988